# Chris Withrow
Christopher Withrow (né le 1er avril 1989 à Austin, Texas, États-Unis) est un lanceur de relève droitier de la Ligue majeure de baseball.

## Carrière

### Dodgers de Los Angeles
Chris Withrow est un choix de première ronde des Dodgers de Los Angeles et le 20e joueur sélectionné au total par un club du baseball majeur au repêchage de 2007. À l'origine lanceur partant dans les ligues mineures, Withrow est converti en releveur durant la saison 2012 et c'est dans ce rôle qu'il gradue au niveau AAA avec les Isotopes d'Albuquerque en 2013.
Le lanceur droitier fait ses débuts dans les majeures avec les Dodgers le 12 juin 2013 contre les Diamondbacks de l'Arizona. À sa première année pour Los Angeles, il lance 34 manches et deux tiers en 26 sorties en relève et affiche une moyenne de points mérités de 2,60 avec 3 victoires, aucune défaite et 43 retraits sur des prises.
Il maintient une moyenne de 2,95 en 21 manches et un tiers lancées en 20 matchs des Dodgers en 2014. Blessé au coude droit en mai 2014, il subit une opération de type Tommy John qui le met à l'écart du jeu pour plus d'un an. 

### Braves d'Atlanta
Le 27 mai 2015, les Dodgers échangent Withrow et le joueur de troisième but Juan Uribe aux Braves d'Atlanta contre le joueur de troisième but Alberto Callaspo, les lanceurs gauchers Eric Stults et Ian Thomas, et le lanceur droitier Juan Jaime.

### Royals de Kansas City
Il signe un contrat des ligues mineures avec les Royals de Kansas City le 7 janvier 2017.